# Samsung Galaxy Player 50
Samsung Galaxy Player 50 (Samsung YP-G50) — первый портативный мультимедийный проигрыватель Samsung Electronics, работающих под управлением операционной системы Android. Принадлежит к линейке Samsung Galaxy Player. Модель поступила в продажу в декабре 2010 года.
Плеер работает под управлением операционной системы Android 2.1 (Eclair) с фирменной оболочкой TouchWiz от Samsung. В нём установлен ARMv6 процессор Samsung Hummingbird с тактовой частотой 667 МГц и 256 МБ оперативной памяти. Для хранения данных предусмотрено 8 или 16 ГБ встроенной памяти, которую можно расширить на 32 ГБ за счет карты памяти microSD. Поскольку часть встроенной памяти зарезервирована под фотографии и личные данные, при подключении к ПК доступ открывается не ко всем 8 или 16 ГБ.
Плеер изначально снабжен широким набором программ для открытия множества форматов файлов. Он способен проигрывать аудиофайлы lossless-качества и неконвертированное видео с разрешением до 720×480 пикселей. Также имеется стандартная для Samsung система обработки звука DNSe 3.0, которая начиная с 2010 года стала называться SoundAlive.
Устройство может выходить в Интернет и делиться контентом с ТВ Samsung через функцию All Share, используя беспроводное Wi-Fi-соединение. Кроме Wi-Fi 802.11b/g/n, передача данных возможна также по USB 2.0 и Bluetooth 3.0. Плеер также оснащён модулем GPS (с поддержкой A-GPS), FM-тюнером, 2 Мп камерой и микрофоном.
Обозревателями отмечается, что нестандартное для Android разрешение дисплея 240×400 пикселей приводит к проблемам при запуске некоторых приложений. Также некоторые приложения (среди них все трёхмерные игры) не запускаются из-за относительно слабых технических характеристик устройства. По причине низкой производительности также не всегда плавно воспроизводится неконвертированное видео. Но несмотря на это наблюдался дефицит модели во время продаж.